# 8. december
8. december er dag 342 i året i den gregorianske kalender (dag 343 i skudår). Der er 23 dage tilbage af året.
Dagens navn er Mariæ undfangelse.

### Begivenheder
Født - Dødsfald
- 1658 - Bornholmske "modstandsfolk" tager den svenske kommandant Johan Printzensköld til fange. Under tumulterne bliver kommandanten dræbt. Senere giver bornholmerne øen tilbage til den danske konge.
- 1841 - Prins Albert Edward, senere Edward 7. bliver Prins af Wales.
- 1863 - Englænderen Tom King slår amerikaneren John Heenan og bliver verdens første sværvægtsmester i boksning.
- 1904 - Konservativ Ungdom stiftes af Carl F. Herman von Rosen. Dette gør det til det ældste eksisterende ungdomsparti i Danmark og også et af de ældste i verden.
- 1914 - En tysk eskadre under admiral Maximilian von Spee angribes af engelske krigsskibe ved Falklandsøerne. Fire tyske krydsere sænkes og admiral Spee, hans to sønner og 1.800 søfolk omkommer. Briterne mister ikke et skib.
- 1917 - Et britisk korps under ledelse af Lord Allenby rykker ind i Jerusalem og afslutter 672 års osmannisk styre. Efterfølgende får Palæstina status som britisk mandat under Folkeforbundet - senere FN.
- 1918 - Admiralinde Emma Gad udsender sin berømte bog Takt og Tone.
- 1925 - Adolf Hitlers Mein Kampf udkommer i Tyskland. Førsteudgaven har ikke mange læsere.
- 1933 - Skolebogsbetænkningen offentliggøres. Den foreskriver, at religion skal være et rent kundskabsformidlende fag, og at krigshistorie og politisk historie i historiefaget skal træde i baggrunden.
- 1941 - USA, England og Australien erklærer krig mod Japan efter angrebet på Pearl Harbor.
- 1942 - Ledelsen af det illegale blad Frit Danmark arresteres.
- 1952 - Dronning Elizabeth giver tilladelse til tv-transmission fra hendes kroning.
- 1974 - Folkeafstemning i Grækenland afskaffer kongedømmet, som har eksisteret siden 1832.
- 1975 - Fabrikant P.A. Fisker dør, 100 år gammel. P.A. Fisker er kendt fra fra Fisker & Nielsen, som producerer Nimbus-motorcyklen og Nilfisk-støvsugeren.
- 1980 - Beatlen John Lennon skydes ned på gaden foran Dakota-bygningen i New York af den sindsforvirrede fan Mark David Chapman.
- 1981 - Pave Johannes Paul 2. vækker opsigt med tale, som udelukker muligheden for sex i himlen.
- 1994 - Under en demonstration mod Øresundsbroen anholdes 140 deltagere for hærværk mod entreprenørmaskiner.
- 1997 - Rumsonden Galileo når planeten Jupiter og sender en mindre sonde ned gennem planetens atmosfære.
- 1999 - I Moskva underskriver Rusland og Hviderusland en unionsaftale.
- 2004 - Guitarristen fra Pantera, Dimebag Darrell bliver brutalt skudt ned, under en koncert i Columbus, Ohio af den sindsforvirrede fan Nathan Gale.

### Født
- 1542 - Marie Stuart, skotsk dronning (død 1587).
- 1626 - Kristina, svensk dronning (død 1689).
- 1708 - Frans 1. Stefan, tysk-romersk kejser (død 1765).
- 1795 - Peter Andreas Hansen, dansk astronom (død 1874).
- 1816 - Godtfred Rump, dansk maler (død 1880).
- 1816   - Edvard Helsted, dansk komponist (død 1900).
- 1817 - Christian Emil Krag-Juel-Vind-Frijs, dansk godsejer og politiker (død 1896).
- 1832 - Bjørnstjerne Bjørnson, norsk forfatter (død 1910).
- 1864 - Camille Claudel, fransk skulptør (død 1943).
- 1865 - Jean Sibelius, finsk komponist (død 1957).
- 1880 - Johannes Aavik, estisk sprogforsker og forfatter (død 1973).
- 1881 - Anna Henriques-Nielsen, dansk skuespiller (død 1962).
- 1886 - Diego Rivera, mexicansk maler (død 1957).
- 1911 - Lee J. Cobb, amerikansk skuespiller (død 1976).
- 1921 - Cleo, dansk sanger og skuespiller (død 2006).
- 1922 - Lucian Freud, britisk kunstmaler (død 2011).
- 1925 - Sammy Davis, Jr., amerikansk skuespiller og sanger (død 1990).
- 1925   - Jimmy Smith, amerikansk jazzorganist (død 2005).
- 1926 - Joachim Fest, tysk historiker og forfatter (død 2006).
- 1932 - Charly Gaul, luxembourgsk cykelrytter (død 2005).
- 1935 - Hans-Jürgen Syberberg, tysk filminstruktør.
- 1938 - John Kufuor, ghanesisk præsident.
- 1941 - Geoff Hurst, engelsk fodboldspiller.
- 1941   - Stig Brøgger, dansk billedkunstner og professor ved Kunstakademiet (død 2021).
- 1943 - Jim Morrison, amerikansk forsanger i The Doors (død 1971).
- 1945 - Svend Erik Hovmand, dansk folketingsmedlem og tidligere minister.
- 1948 - Per Bak, dansk teoretisk fysiker (død 2002).
- 1951 - Leif Maibom, dansk tekstforfatter, skuespiller og revydirektør.
- 1953 - Kim Basinger, amerikansk skuespillerinde.
- 1955 - Joseph Dunford, amerikansk general
- 1956 - Elisabeth Toubro, dansk billedhugger.
- 1956 - Pierre Pincemaille, fransk organist.
- 1960 - Anders Frandsen, dansk sanger, tv-vært og opfinder (død 2012).
- 1961 - Line Baun Danielsen, dansk tv-vært.
- 1964 - Teri Hatcher, amerikansk skuespillerinde.
- 1966 - Sinéad O'Connor, irsk musiker.
- 1973 - Corey Taylor, forsanger i Slipknot og Stone sour.
- 1976 - Dominic Monaghan, amerikansk skuespiller.
- 1979 - Mille Hoffmeyer Lehfeldt, dansk skuespiller.
- 1982 - Christian Drejer, dansk basketballspiller.
- 1982   - Hamit Altıntop, tyrkisk fodboldspiller.
- 1994 - Raheem Sterling, engelsk fodboldspiller.

### Dødsfald
- 1521 - Dronning Christine, dansk dronning (født 1461).
- 1811 - Elizabeth Arnold Hopkins Poe, engelsk-amerikansk skuespiller (født 1787).
- 1831 - James Hoban, irsk arkitekt (født 1762).
- 1859 – Thomas de Quincey, engelsk forfatter (født 1785).
- 1864 - George Boole, britisk matematiker og filosof (født 1815).
- 1903 - Herbert Spencer, engelsk filosof, sociolog og politisk teoretiker (født 1820).
- 1907 - Oscar 2., svensk konge (født 1829).
- 1958 - Mads Nielsen, dansk forfatter og apoteker (født 1879).
- 1978 - Golda Meïr, israelsk politiker (født 1898).
- 1980 - John Lennon, britisk musiker, sanger og komponist (født 1940) - myrdet.
- 1983 – Maritta Marke, svensk skuespiller og sanger (født 1905).
- 2004 - Dimebag Darrell, leadguitarist i Pantera (født 1966) - skudt onstage.
- 2006 - Erni Arneson, dansk skuespillerinde (født 1917).
- 2016 - John Glenn, amerikansk astronaut (født 1921).
- 2019 - Jarad Higgins (Juice Wrld), amerikansk rapper (født 1998) - overdosis.
- 2021 - Lars Høgh, dansk fodboldmålmand og -træner (født 1959).
- 2023 - Ryan O'Neal, Amerikansk skuespiller (født 1941).

|  | Denne datoartikel kan blive bedre, hvis der indsættes et (bedre) billede Du kan hjælpe ved at afsøge Wikimedia Commons for et passende billede eller uploade et godt billede til Wikimedia Commons iht. de tilladte licenser og indsætte det i artiklen. |